# Kanton Évreux-2
Der Kanton Évreux-2 ist seit 2015 ein französischer Wahlkreis im Arrondissement Évreux im Département Eure in der Region Normandie; sein Hauptort ist Évreux.

## Gemeinden
Der Kanton besteht aus zwölf Gemeinden und Gemeindeteilen mit insgesamt 28.363 Einwohnern (Stand: 1. Januar 2022) auf einer Gesamtfläche von 79,73 km²:
| Gemeinde                      | Einwohner 1. Januar 2022 | Fläche km² | Dichte Einw./km² | Code INSEE | Postleitzahl |
| ----------------------------- | ------------------------ | ---------- | ---------------- | ---------- | ------------ |
| Aviron                        | 1.098                    | 7,32       | 150              | 27031      | 27930        |
| Dardez                        | 131                      | 2,82       | 46               | 27200      | 27930        |
| Émalleville                   | 465                      | 4,19       | 111              | 27216      | 27930        |
| Évreux                        | 18.542                   | 12,64      | 1.467            | 27229      | 27000        |
| Gravigny                      | 4.016                    | 9,98       | 402              | 27299      | 27930        |
| Irreville                     | 472                      | 5,60       | 84               | 27353      | 27930        |
| La Chapelle-du-Bois-des-Faulx | 656                      | 4,37       | 150              | 27147      | 27930        |
| Le Boulay-Morin               | 818                      | 5,55       | 147              | 27099      | 27930        |
| Normanville                   | 1.164                    | 9,14       | 127              | 27439      | 27930        |
| Reuilly                       | 518                      | 9,73       | 53               | 27489      | 27930        |
| Saint-Germain-des-Angles      | 171                      | 1,81       | 94               | 27546      | 27930        |
| Saint-Vigor                   | 312                      | 6,58       | 47               | 27611      | 27930        |
| Kanton Évreux-2               | 28.363                   | 79,73      | 356              | 2710       | –            |

1. ↑   Nur der nordöstliche Teil der Gemeinde, der Rest verteilt sich auf die Kantone Évreux-1 und Évreux-3.